# Schule von Fontainebleau
Schule von Fontainebleau  ist die Bezeichnung für eine Gruppe von Künstlern und für die von ihnen geprägte Spielart des Manierismus, die vom 16. bis zum Anfang des 17. Jahrhunderts vom Schloss Fontainebleau, der bevorzugten Residenz des französischen Königs Franz I., ausging.

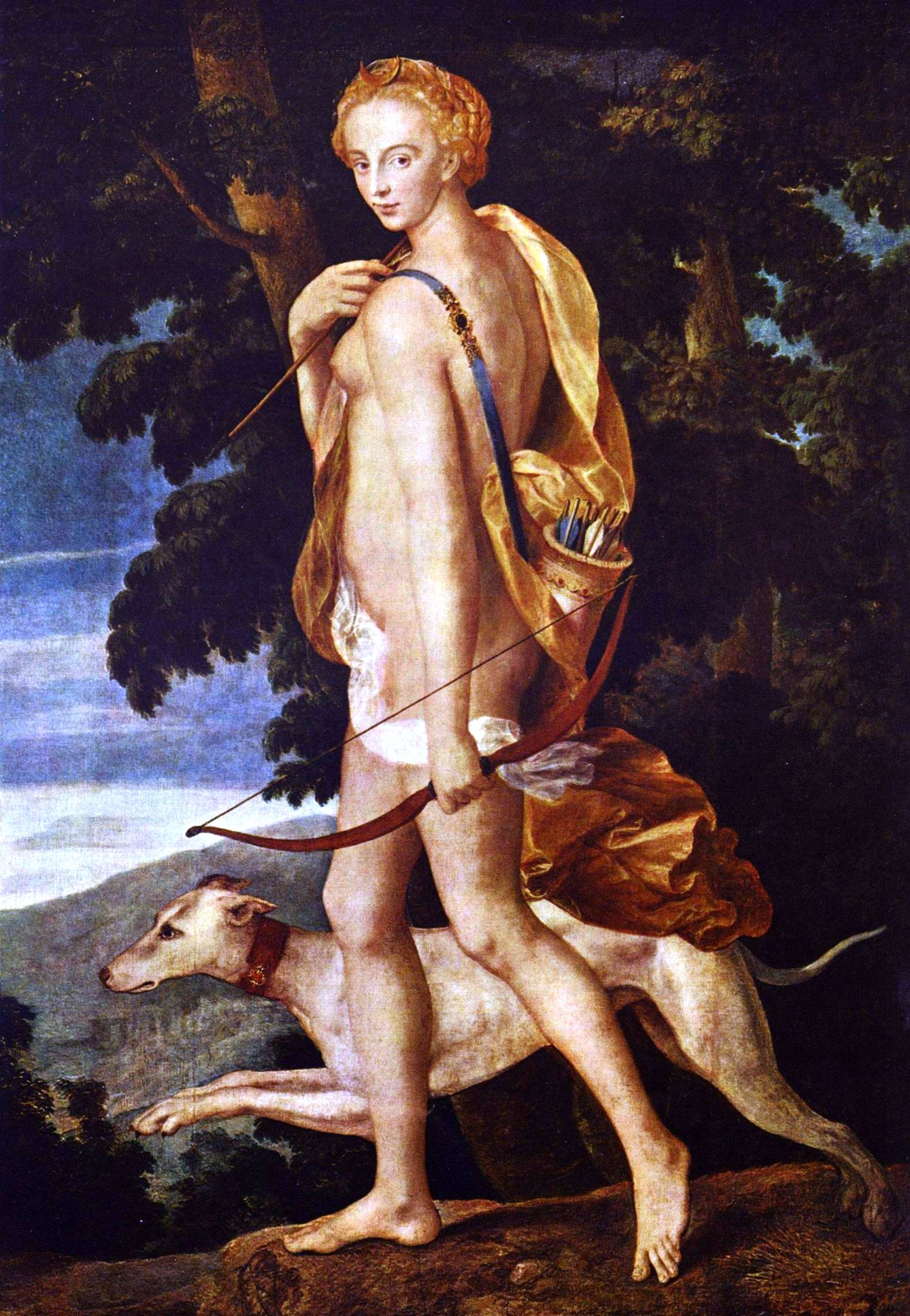
„Diana auf der Jagd“ – Erste Schule von Fontainebleau (1550–60) (Louvre)

Durch das Mäzenatentum des Königs, das sich ebenso auf Literatur und Wissenschaft wie auf die Kunst erstreckte, wurde Fontainebleau zu einem Zentrum für die Verbreitung der Ideenwelt der Renaissance und der Kunst des Manierismus im nördlichen Europa.
Man unterscheidet zwei durch einen Zeitraum von etwa fünfzehn Jahren getrennte unterschiedliche Epochen. Die Künstler der ersten Phase stammten alle aus Italien. Sie  werden unter dem Namen Erste Schule von Fontainebleau zusammengefasst. Die Künstler der Zweiten Schule von Fontainebleau, die bis in das frühe 17. Jahrhundert tätig waren, kamen in der Regel aus Frankreich oder Flandern.

## Erste Schule von Fontainebleau, 1530 bis 1570
Franz I. hatte durch die Invasion Frankreichs in Italien zwischen 1494 und 1499, durch die Werke der Kunst, der Buchkunst, der Literatur und der Wissenschaften nach Frankreich gelangten, Kenntnisse von der Blüte der italienischen Kultur. Nach seiner Thronbesteigung war er bestrebt,  seinen Machtanspruch in Europa durch eine glanzvolle Residenz, vergleichbar den Höfen in Florenz, Mantua oder Mailand, zu unterstreichen. Er lud neben humanistischen Gelehrten renommierte italienische Maler und Architekten nach Frankreich ein, neben dem alten Leonardo auch Michelangelo, der dem Ruf nach Frankreich jedoch nicht folgte, die Architekten Vignola und Serlio oder  den Goldschmied Cellini, der in Fontainebleau seine berühmte Saliera für den König herstellte. Diese Künstler verweilten aber nur kurz in Frankreich, ohne dauerhafte Spuren zu hinterlassen.
Folgenreich  war jedoch 1531 die Ankunft von Rosso Fiorentino, der bis zu seinem Tod im Jahre 1540 in Fontainebleau bleiben sollte. 1532 folgte ihm Primaticcio, der Frankreich bis auf kurze Reisen nach Italien im Auftrag des Königs ebenfalls nicht mehr verlassen hat.  Als dritter dieser Erste Schule von Fontainebleau genannten Gruppe kam 1552 Nicolò dell’Abbate aus Bologna hinzu, den Heinrich II. auf Bitten Primaticcios engagiert hatte.

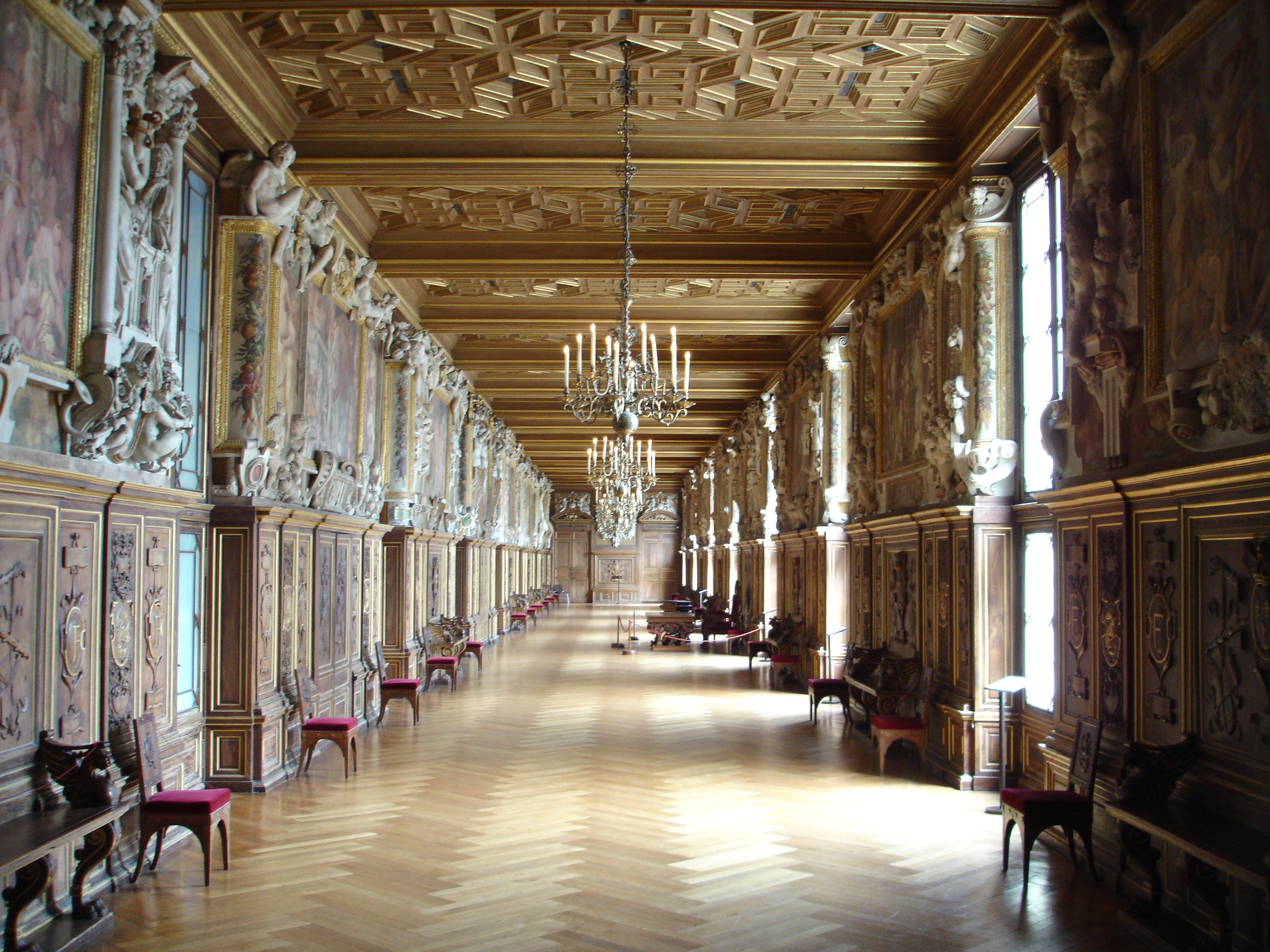
Galerie François Ier

Hauptaufgabe dieser Künstler war die glanzvolle Ausstattung von Fontainebleau mit Bildern, Fresken, Skulpturen, Reliefs, Stuckarbeiten, Ledertapeten und Bildteppichen.
Rossos Hauptwerk ist die bis heute gut erhaltene Galerie François Ier, die erste ihrer Art in Frankreich, die in den Jahren 1531 bis 1540 gestaltet wurde.  Nach dem Tod Rossos führte Primaticcio die Arbeiten in Fontainebleau weiter. Das von ihm eingerichtete Schlafzimmer des Königs ist jedoch vollständig zerstört, vom  Salon der Herzogin d’Estampes sind nur Fragmente erhalten. Sein Mitarbeiter und späterer Nachfolger Niccolo dell’Abbate stattete den Ballsaal und die Galerie des Ulysses aus, die 1697 abgerissen wurden.  Die Innenausstattung der zerstörten Räume ist allerdings durch zahlreiche erhaltene Teppiche, in denen die Bildausstattung der Räume kopiert wurde, zu rekonstruieren.
Wegen der Religionskriege von 1584 bis 1595  und der Nachfolgefrage nach dem Tod des letzten Valois Henri III.  wurden die Arbeiten unterbrochen, da das Schloss verlassen worden war.

## Zweite Schule von Fontainebleau,  1590 bis 1620
Während der Regierung von Henri IV. wurde das Schloss umfassend restauriert. Der König lud flämische und französische Künstler nach Fontainebleau ein, die mit dem Namen Zweite Schule von Fontainebleau als Künstlergruppe bezeichnet werden. Zu diesen zählen  Ambroise Dubois aus Antwerpen und die Pariser Toussaint Dubreil, Antoine Caron und Martin Fréminet sowie eine Reihe anonymer Künstler, die üblicherweise mit Notnamen bezeichnet werden. Dubreuil malte den 1703 zerstörten Pavillon des Poésies aus. Von Fréminet stammt die Ausstattung der Dreifaltigkeitskapelle in Fontainebleau, ausgeführt zwischen 1606 und 1616 und bis heute erhalten.

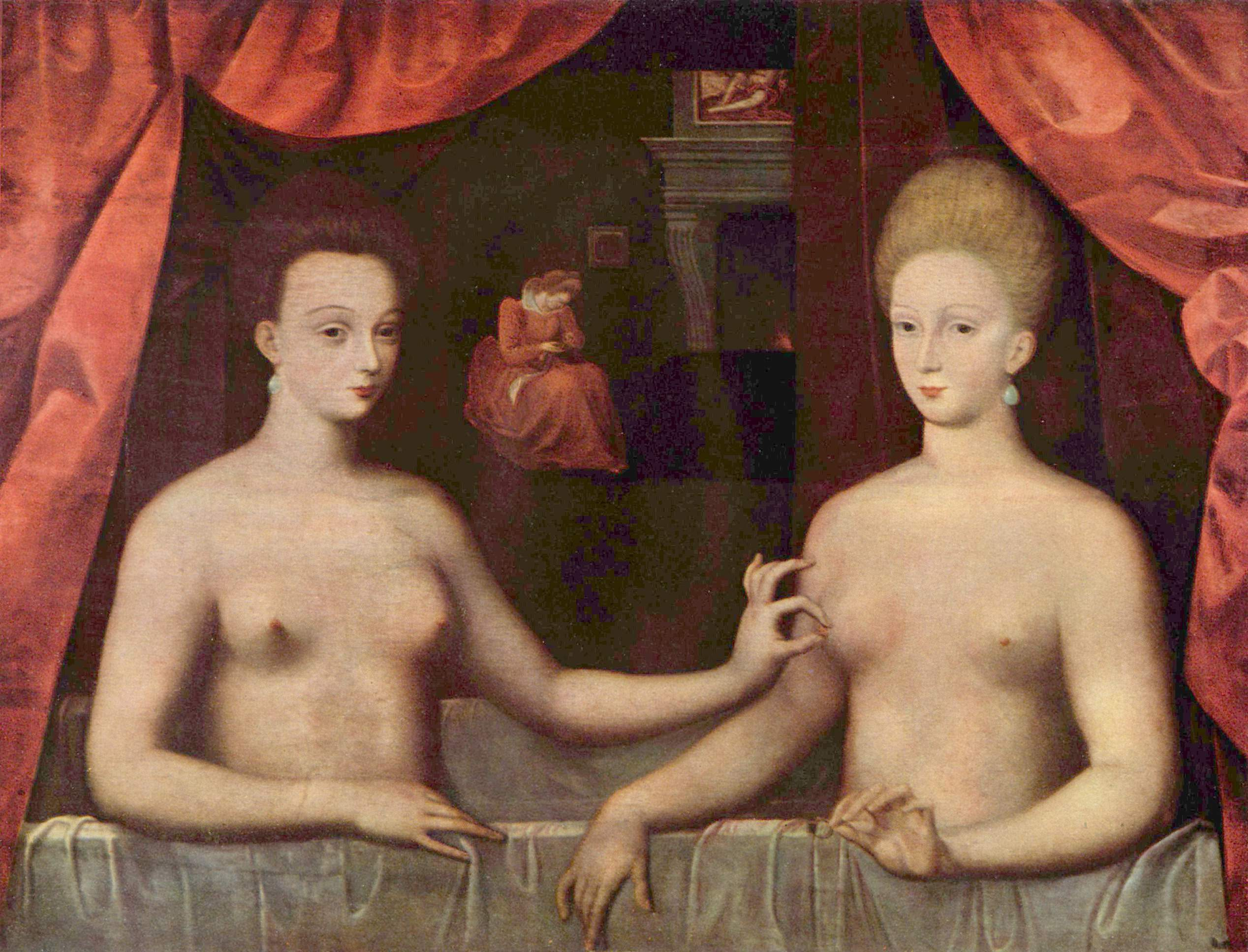
Schule von Fontainebleau, Porträt der Gabrielle d’Estrées und der Duchesse de Villars, 1594, Louvre, Paris

Aus der zweiten Phase der Schule von Fontainebleau stammt eine Reihe von erotischen  Bildern, für die hier offenbar eine besondere Vorliebe bestand. Beispielhaft für diese Art Gemälde mit ihrer bis heute oft nicht vollständig entschlüsselten Ikonographie ist das Bild eines anonymen Malers Gabrielle d’Estrées mit ihrer Schwester, der Herzogin von Villars, das heute im Louvre gezeigt wird.
Typisch für Fontainebleau ist der grundsätzliche Verzicht auf religiöse Malerei, die Bevorzugung von Themen aus der griechischen und römischen Mythologie bzw. von erotischen Sujets, eine Vorliebe für Ornamente und Grotesken, für die Integration von Malerei, Skulptur und Stuck in ein Gesamtkonzept sowie bei den Figuren eine ähnliche Tendenz zur Überlängung der Gestalten wie bei den manieristischen Malern Italiens. Das Besondere an den erotischen Bildern ist eine überbetonte raffinierte Erotik  bei gleichzeitiger distanzierter Sprödigkeit und einem Mangel an Emotionalität und Sinnlichkeit. In der Ikonographie der Gemälde liebt man Rätsel, Verschlüsselungen und gelehrte Anspielungen und in der Ausführung bevorzugt man langgliedrige, sich kapriziös gebende Gestalten in klaren Konturen, während die Farbwirkung der Bilder häufig kühl und von gedämpfter Ausdruckskraft bleibt.

## Nachwirkungen
Der in Fontainebleau entwickelte Stil verbreitete sich schnell in ganz Frankreich und in Nordeuropa, während Einflüsse in Italien marginal blieben. Die Kenntnis über Skulpturen aus Fontainebleau wurde durch Repliken aus Bronze und Ton verbreitet. Wichtigste Medien dieses Transfers waren jedoch vor allem die Bildteppiche, die in der Manufaktur von Fontainebleau gewebt wurden, sowie die Kupferstiche, von denen es eine blühende Produktion gab. Von René Boyvin, der beispielsweise Rossos Arbeiten in Fontainebleau in Stichen dokumentierte, sind allein 240 Blätter erhalten, die ihm zugeschrieben werden. Ein weiterer Künstler, der die Werke der Schule durch seine Stiche verbreitete, war Gian Giacomo Caraglio.
Boyvin betrieb zusammen mit Pierre Millan eine florierende Werkstatt, die nach dem Tod Franz I. ihre Tätigkeit nach Paris verlagerte. Weitere in Fontainebleau tätige Kupferstecher sind Antonio Fantuzzi, ebenso aus Bologna wie Primaticcio und seine engen Mitarbeiter, die Italiener Francesco Penni und dessen Sohn Luca, die Franzosen Léon Davent, Jean Mignon, Geoffroy Dumoustier, und Domenico del Barbiere, ein weiterer Italiener.

## Beispiele

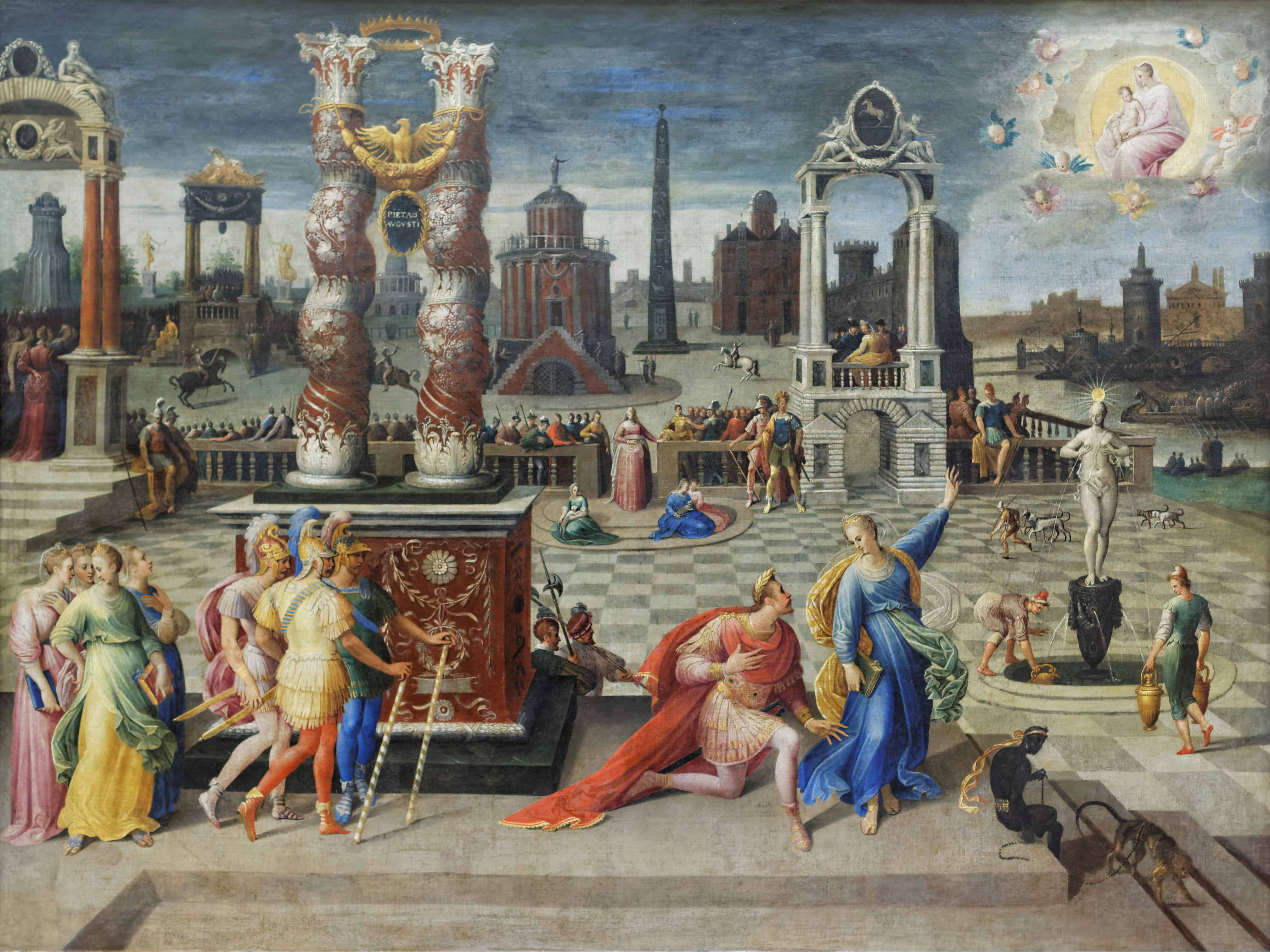
Caron: Augustus und die Sibylle von Tibur

- Nicolò dell’Abbate: Orpheus und Eurydice, National Gallery, London
- Antoine Caron: Augustus und die Sibylle von Tibur, um 1580, Louvre, Paris
- Antoine Caron: Begräbnis Amors, Louvre, Paris Abbildung
- François  Clouet: Dame im Bad, National Gallery of Art, Washington
- Jean Cousin: Eva prima Pandora, um 1538, Louvre, Paris
- Die Nymphe von Fontainebleau, Stich von Pierre Milan und René Boyvin nach Rosso Fiorentino, um 1545 Abbildung

- Meister der Flora: Geburt Amors, um 1560/65?, Metropolitan Museum of Art, New York
- Unbekannter Meister: Die Frau zwischen den beiden Lebensaltern, um 1580, Rennes, Musée des Beaux-Arts
- Unbekannter Meister: Gabrielle d’Estrées und ihre Schwester, Louvre, Paris
- Toussaint Dubreuil: Hyacinthe und Climène bei der Morgentoilette, 1602, Louvre, Paris

## Schule von Barbizon
Eine Gruppe von Künstlern des 19. Jahrhunderts um den Maler Théodore Rousseau, die zeitweilig im Dorf Barbizon bei Fontainebleau tätig waren, wird Schule von Barbizon genannt.